# Полет 1008 на „Дан-Еър“
Полет 1008 на „Дан-Еър“ е международен чартърен полет от летище „Манчестър“, Манчестър, Англия, Обединеното кралство, до летище „Тенерифе Север“, Тенерифе, Канарските островите, Испания, управляван от „Дан-Еър“. На 25 април 1980 г. самолетът „Боинг 727-46“, който изпълнява полета, се разбива в планина по време на снижаване близо до летището в Тенерифе. Сблъсъкът довежда до пълното разпадане на машината, което убива всички 138 пътници и 8 члена на екипажа на борда; оставената следа от отломки е с дължина от 350 м.
Разследването на испанските власти посочва като причина за инцидента фактът, че пилотът не взема предвид надморската височина, на която лети и насочва самолета в зона с висок терен, а това не му позволява да поддържа безопасна височина. Британско допълнение към доклада установява, че закъснели и двусмислени указания от контрола на въздушното движение по отношение на задържането на самолета във въздуха допринасят пряко за дезориентацията на командира. Дори без навигационните грешки допуснати от екипажа на „Дан-Еър“, самолетът е вече насочен от наземния контрольор към писта, на която е невъзможно да се кацне при тези условия и релеф.
Британското допълнение също така посочва, че зададената надморска височина и скорост, са неадекватни за този вид изчакване във въздуха и ако изчислението за тези действия, са направени предварително от компетентен орган, инцидентът няма да се случи. По това време, този инцидент е най-смъртоносното въздушно бедствие, което включва самолет, регистриран във Великобритания, по отношение на убити хора.